# مسابقات جهانی ژیمناستیک ریتمیک ۱۹۹۴
مسابقات جهانی ژیمناستیک ریتمیک ۱۹۹۴ هجدهمین دوره مسابقات جهانی ژیمناستیک ریتمیک است که در پاریس، فرانسه از ۶ تا ۹ اکتبر ۱۹۹۴ میلادی برگزار شده است.

## جدول مدال‌ها
| رتبه | کشور      | طلا | نقره | برنز | مجموع |
| ۱    | اوکراین   | ۵   | ۱    | ۰    | ۶     |
| ۲    | بلغارستان | ۳   | ۳    | ۲    | ۸     |
| ۳    | روسیه     | ۲   | ۳    | ۱    | ۶     |
| ۴    | بلاروس    | ۱   | ۱    | ۰    | ۲     |
| ۵    | اسپانیا   | ۰   | ۱    | ۲    | ۳     |